# Ilhas Zed
As ilhas Zed são um pequeno grupo de ilhas, cuja altitude máxima é de 290 m (951 pés), situadas ao largo da extremidade nordeste da Ilha Livingston nas Ilhas Shetland do Sul, Antártida. O arquipélago compreende quatro ilhas: Ilha Esperanto, Ilha de Fanagoria, Ilha de Lesidren e Ilha de Koshava.  O grupo é separado do Cabo Williams na Península de Varna, Ilha Livingston ao sul pela extensa Passagem Iglika de 1,50 km (0,93 milhas).
O nome parece ter sido usado pelo pessoal da Investigação Discovery no Discovery II que mapeou as ilhas em 1935.

## Localização
O ponto médio do grupo está localizado nas coordenadas 62° 26′ 00″ S, 60° 09′ 15″ O (mapeamento britânico em 1935 e 1968, chileno em 1971, argentino em 1980, espanhol em 1991 e búlgaro em 2005 e 2009).

## Mapa
- L.L. Ivanov. Antártida: as Ilhas Livingston e Greenwich, Robert, Snow e Ilhas Smith. Escala 1:120000 mapa topográfico.  Troyan: Manfred Wörner Foundation, 2009.  ISBN 978-954-92032-6-4